# ワン・ワールドワイド・プラザ
ワン・ワールドワイド・プラザ (One Worldwide Plaza) は、ニューヨーク市マンハッタンにある超高層ビルである。ワールドワイド・プラザ (Worldwide Plaza) とは商業・居住用の三つのビルの複合施設で、8番街から9番街と49丁目から50丁目の通りに囲まれた全ブロックを占めている。この複合施設は1989年に完成した。ワン・ワールドワイド・プラザは商業用オフィスビルで、8番街に面している。ツー・ワールドワイド・プラザ (Two Worldwide Plaza) は居住用コンドミニアムで、ブロックの中央に位置している。スリー・ワールドワイド・プラザ (Three Worldwide Plaza) は低層の居住用コンドミニアムで、9番街に面しており、通りに面した一階にはショップが入っている。スキッドモア・オーウィングズ・アンド・メリルはオフィスコンプレックスの設計を担当し、Frank Williamsは居住コンプレックスの設計を担当した。ワン・ワールドワイド・プラザの場所には、かつて三代目のマディソン・スクエア・ガーデン (en) が所在していた。地下は50丁目駅 (en)となっている。

## 概要
設計はスキッドモア・オーウィングズ・アンド・メリルのen:David Childsで、開発はen:William Zeckendorf, Jr.による。ワン・ワールドワイド・プラザは、50階建ての高さ778-フート (237 m)、床面積1.5 million square feet (139,355 m²) の超高層ビルである。このビルには三つのエントランスがあり、それぞれビル内の異なる区画へと通じている。建物の基礎部分は花崗岩とプレキャストコンクリートでできており、ファサードはレンガでできている。ビルの頂上部は銅の屋根とガラスのピラミッドになっており、設計者の名前から"デビッドのダイアモンド" (David's Diamond) と呼ばれている。
ワン・ワールドワイド・プラザとツー・ワールドワイド・プラザの間は公共の広場となっており、40本以上の木と数々の植物が植えられている。中央にはSidney Simon製作の"四季" (The Four Seasons) という噴水がある。Molly Ackerman製作の4つの女性像はそれぞれ四季を表しており、地球を掲げている。他にもカフェと誰でも利用可能な椅子が設置されている。
広場の地下は元は映画館だったが、現在はen:New World Stagesとして知られる5つのオフ・ブロードウェイ劇場が入っている。
- 公共広場の噴水と背後の2 & 3 WWP
- 9番街と49丁目 (en) の交差点から見たワールドワイド・プラザ 手前が3 WWPで背後が1 & 2 WWP
- 8番街に面するメインエントランスとファサード
- ワールドワイド・プラザの南側